# ムレータ

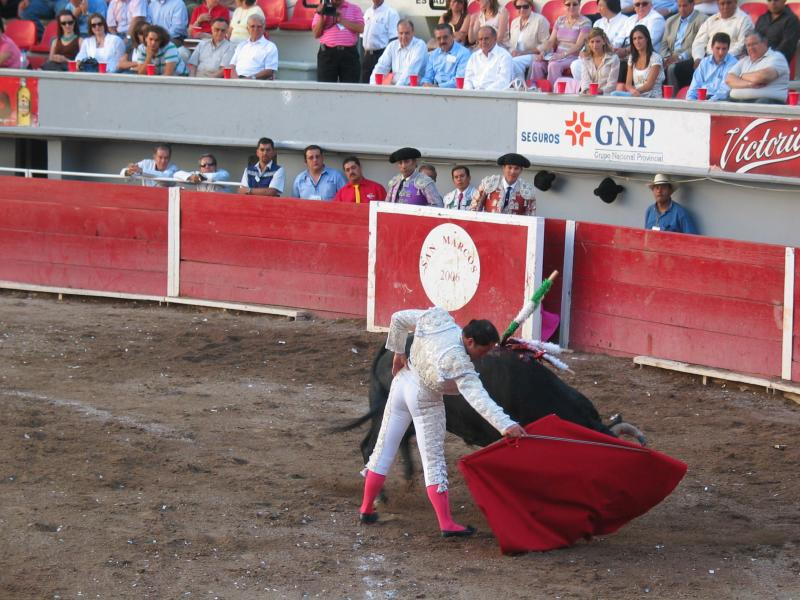
ムレータを使う闘牛士

ムレータ（Muleta）とは、闘牛の最後の場面で闘牛士が使う、赤いフランネル製の布とそれを支える棒のこと。最初の場面で闘牛士が用いるケープ（カポーテ）とは別物である。なお、片仮名表記ではムレタとも書かれるが、本稿では以降ムレータに統一する。

## 概説
ムレータは闘牛の最終局面で使用される道具である。ムレータは、エストック（主に刺突攻撃を行うための剣）と、闘牛士が最初の場面で用いていたケープとを覆い隠している。闘牛士は、このムレータを牛の気を引くために使用する。ムレータを右手に持つことをデレチャソ（derecha（右）+zo）、左手に持つことをナトゥラル（natural（ナチュラル））という。
牛は2色性色覚（2色型色覚とも。人間では色盲にあたる）であるため、本来、牛の気を引くために赤色を用いる必要はない。牛はカポーテのピンク色とムレータの赤色を正確に見分けることもできない。にもかかわらずムレータが赤色をしているのは、付着する血痕を見えにくくするため、およびそれが伝統であるためといった見栄え上の意味しかない。

## ムレータが使われる場面
闘牛には様々な場面が存在し、それぞれの場面に固有の名称が与えられている
。
「faena」というのは牛を殺す直前に、闘牛士がムレータを使って牛を巧みに操り、牛の肩の間をエストックで刺して、牛の大動脈を切断するのに好都合な場所に追い込む場面である。もしfaenaに失敗した場合、牛を直ちに殺すために、闘牛士は副武器の（もう1本の）剣で牛の脊髄を切断する。これら牛を殺すための所作は、闘牛士が1人で行うものであり、これによって闘牛士は文字通り「牛殺し」の称号を得る。